# Jiří Brožek

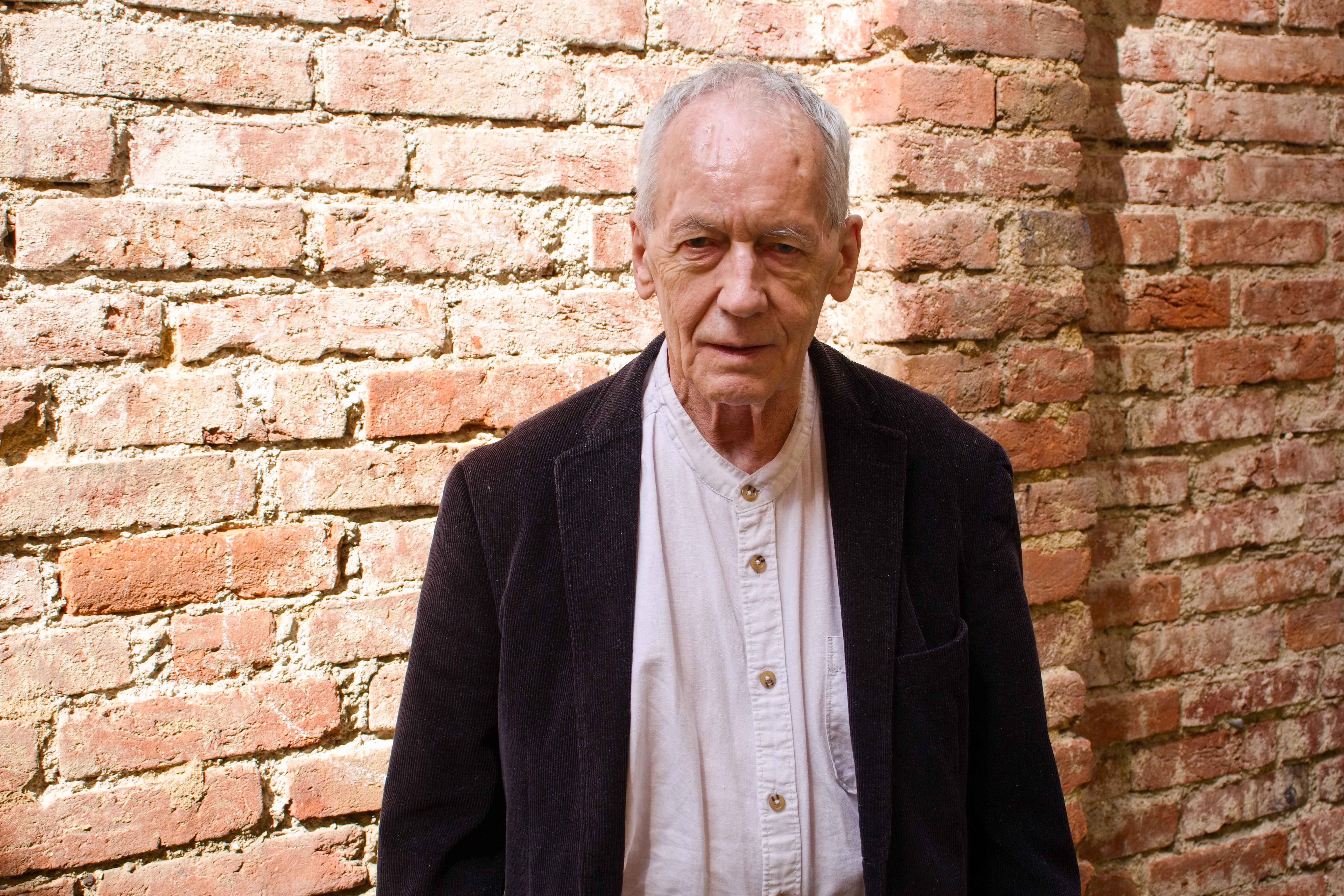
Jiří Brožek

Jiří Brožek (* 11. März 1947 in Roudnice nad Labem) ist ein tschechischer Filmeditor.

## Leben
Im Jahr 1973 machte er seinen Abschluss in Schnitt an der FAMU. Nach der Schule trat er in das Filmstudio Barrandov ein, wo er bis 1991 arbeitete. Nach seiner Pensionierung empfahl ihn seine Cutterin Jiřina Lukešová den Regisseuren Jiří Menzel und Jaroslav Papoušek, mit denen Brožek seinen ersten unabhängigen Film, Finally We Understand Each Other (1976), drehte.
Im Laufe seiner Karriere schnitt Brožek mehr als 100 Spielfilme, Dutzende von Fernsehproduktionen und eine Reihe von Fernsehserien. Er hat mit Ladislav Smoljak, Karel Kachyňa, Jiří Menzel und Věra Chytilová zusammengearbeitet. Er wurde neunmal mit dem Tschechischen Löwen und zweimal mit der Sonne im Netz ausgezeichnet.
2025 wurde ihm der Preis des Präsidenten des Internationalen Filmfestivals Karlovy Vary für sein Lebenswerk zuerkannt.

## Filmografie (Auswahl)
- 1978: Die wunderbaren Männer mit der Kurbel
- 1979: Liebe zwischen Regentropfen
- 1980: Lauf, Ober, lauf!
- 1980: Kurzgeschnitten
- 1980: Eine Braut zum Küssen
- 1980: Kalamitäten
- 1981: Wie die Hasen
- 1981: Achtung, Visite!
- 1982: Flüchtige Begebenheiten
- 1982: Wenn Scheidung... dann Scheidung
- 1982: Franzi, oh Franzi!
- 1982: Schneeglöckchen und Alleskönner
- 1983: Tod am Stadtrand
- 1983: Krankenschwester Marie S.
- 1983: Das Wildschwein ist los
- 1986: Heimat, süße Heimat
- 1986: Der Tod der schönen Rehe
- 1986: Fäuste im Dunkeln
- 1989: Ende der alten Zeiten
- 1990: Der letzte Schmetterling
- 1990: Lenin, der Herrgott und die Mutter
- 1991: Prager Bettleroper
- 1994: Die denkwürdigen Abenteuer des Soldaten Iwan Tschonkin
- 1998: Der Bastard muss sterben
- 2001: Frühling im Herbst
- 2003: Sex in Brno
- 2006: Ich habe den englischen König bedient
- 2011: Zigeuner
- 2017: Ohne ein Wort zu sagen